# Reduktaza rybonukleotydowa
Reduktaza rybonukleotydowa (RNR) – enzym z grupy reduktaz, uczestniczący w syntezie deoksyrybonukleotydów.
Prowadzi on redukcję difosforanów nukleozydów do difosforanów deoksyrybonukleozydów. Równoważników redukcyjnych dostarcza zredukowana tioredoksyna, która utlenia się w tej reakcji. Musi ona zostać następnie zredukowana (reakcję tę z kolei katalizuje reduktaza tioredoksynowa), używająca z kolei NADPH.

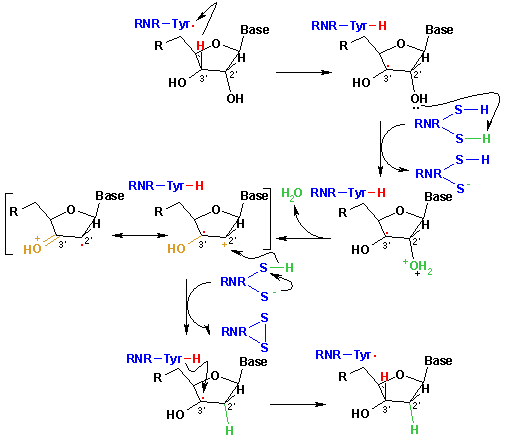
Mechanizm przekształcenie rybonukleotydu w deoksyrybonukleotyd z udziałem reduktazy rybonukleotydowej (RNR)